# Gigantodax vargasi
Gigantodax vargasi är en tvåvingeart som beskrevs av Leon 1945. Gigantodax vargasi ingår i släktet Gigantodax och familjen knott.
Artens utbredningsområde är Guatemala. Inga underarter finns listade i Catalogue of Life.